# Aristobia voetii
Aristobia voetii (лат.) — вид жуков-усачей рода Aristobia из подсемейства Lamiinae. Обнаружены в юго-восточной Азии (Вьетнам, Китай, Лаос, Мьянма, Таиланд). Среднего размера жуки: длина тела от 32 до 45 мм. Период активности: июль и октябрь. Вид был впервые описан в 1878 году энтомологом Джеймсом Томсоном (James Thomson)
.